# Kampai (Talo)
Kampai is een bestuurslaag in het regentschap Seluma van de provincie Bengkulu, Indonesië. Kampai telt 1169 inwoners (volkstelling 2010).